# Pedostibes hosii
Pedostibes hosii är en groddjursart som först beskrevs av George Albert Boulenger 1892.  Pedostibes hosii ingår i släktet Pedostibes och familjen paddor. IUCN kategoriserar arten globalt som livskraftig. Inga underarter finns listade i Catalogue of Life.